# Molybdeen-99
Molybdeen-99 of 99Mo is een instabiele radioactieve isotoop van molybdeen, een overgangsmetaal. De isotoop komt van nature niet op Aarde voor.

## Productie
Molybdeen-99 ontstaat onder meer bij het radioactief verval van niobium-99, maar wordt doorgaans geproduceerd door bestraling van (hoogverrijkt) uranium-235 met neutronen. Omdat het gebruik van hoogverrijkt uranium (in dit geval zelfs zonder meer weapons-grade) onwenselijk is met het oog op proliferatie van kernwapens, zoekt men naar alternatieven.
In Amerika werd een alternatieve productiemethode bedacht met behulp van een deeltjesversneller. Het bedrijf ASML ontwikkelde naar eigen zeggen een betere deeltjesversneller voor dit proces. De Belgische regering stelde in oktober 2018 54 miljoen euro beschikbaar om de mogelijkheden tot productie in Fleurus verder te onderzoeken. Ondertussen bouwt het bedrijf Shine aan een productielocatie in Amerika en wordt ook gekeken naar een productielocatie in Europa.

## Radioactief verval
Molybdeen-99 vervalt door β−-verval tot de radio-isotoop technetium-99 (in eerste instantie tot de metastabiele isotoop technetium-99m):
{\displaystyle {\ce {^{99}_{42}Mo->{^{99\!m}_{43}Tc}+{e^{-}}+{\bar {\nu }}_{e}}}}
De halveringstijd bedraagt 65,94 uur. Dit verval is onderdeel van de gebruikelijke productiewijze van technetium-99m voor medisch gebruik.
81Mo · 82Mo · 83Mo · 84Mo · 85Mo · 86Mo · 87Mo · 88Mo · 89Mo · 89mMo · 90Mo · 90mMo · 91Mo · 91mMo · 92Mo · 92mMo · 93Mo · 93mMo · 94Mo · 95Mo · 96Mo · 97Mo · 98Mo · 99Mo · 99m1Mo · 99m2Mo · 100Mo · 101Mo · 102Mo · 103Mo · 104Mo · 105Mo · 106Mo · 107Mo · 107mMo · 108Mo · 109Mo · 110Mo · 111Mo · 112Mo · 113Mo · 114Mo · 115Mo · 116Mo · 117Mo · 118Mo